# Phoberus (kevergeslacht)
Phoberus is een geslacht van kevers uit de  familie van de beenderknagers (Trogidae).

## Soorten
- Phoberus aculeatus (Harold, 1872)
  - = Trox aculeatus Harold, 1872
- Phoberus arcuatus Haaf, 1953
- Phoberus braacki Scholtz, 1980
- Phoberus brincki (Haaf, 1958)
  - = Trox brincki Haaf, 1958
- Phoberus caffer (Harold, 1872)
  - = Trox caffer Harold, 1872
- Phoberus capensis (Scholtz, 1979)
  - = Trox capensis Scholtz, 1979
- Phoberus consimilis (Haaf, 1953)
  - = Trox consimilis Haaf, 1953
- Phoberus cyrtus (Haaf, 1953)
  - = Trox cyrtus  Haaf, 1953
  - = Trox fumarius  Haaf, 1953
- Phoberus disjunctus Strümpher, 2016
- Phoberus elmariae (van der Merwe & Scholtz, 2005)	
  - = Trox (Phoberus) elmariae van der Merwe & Scholtz, 2005
- Phoberus gunki (Scholtz, 1980)
  - = Trox gunki Scholtz, 1980
- Phoberus herminae Strümpher, 2016
- Phoberus horridus (Fabricius, 1775)
  - = Scarabaeus pectinatus Pallas, 1781
  - = Throx silphoides Thunberg, 1787
  - = Trox horridus Fabricius, 1775
- Phoberus levis (Haaf, 1953)
  - = Trox levis Haaf, 1953
- Phoberus luridus (Fabricius, 1781)
  - = Trox luridus Fabricius, 1781
- Phoberus miliarius (Gmelin, 1790)
  - = Trox miliarius Gmelin, 1790
- Phoberus montanus (Kolbe, 1891)
  - = Trox montanus Kolbe, 1891
- Phoberus mozalae (Strümpher & Scholtz, 2009)
  - = Trox (Phoberus) mozalae Strümpher & Scholtz, 2009
- Phoberus nama (Kolbe, 1908)
  - = Trox nama Kolbe, 1908
- Phoberus nanniscus (Péringuey, 1901)
  - = Trox nanniscus Péringuey, 1901
- Phoberus nasutus (Harold, 1872)
  - = Trox nasutus Harold, 1872
- Phoberus natalensis (Haaf, 1954)
  - = Trox natalensis Haaf, 1954
- Phoberus necopinus (Scholtz, 1986)
  - = Trox necopinus Scholtz, 1986
- Phoberus ngomensis (van der Merwe & Scholtz, 2005)
  - = Trox (Phoberus) ngomensis van der Merwe & Scholtz, 2005
- Phoberus nigrociliatus (Kolbe, 1904)
  - = Trox nigrociliatus Kolbe, 1904
  - = Trox (Phoberus) asmaraensis Balthasar, 1939
- Phoberus nyansanus (Haaf, 1953)
  - = Trox nyansanus Haaf, 1953
- Phoberus nyassicus (Haaf, 1953)
  - = Trox nigrociliatus nyassicus Haaf, 1953
  - = Trox nyassicus Haaf, 1953
- Phoberus nyikanus Strümpher, 2017
- Phoberus penicillatus (Fahraeus, 1857)
  - = Trox penicillatus Fahraeus, 1857
- Phoberus perrieri (Fairmaire, 1899)
  - = Trox perrieri Fairmaire, 1899
- Phoberus planicollis (Haaf, 1953)
  - = Trox planicollis Haaf, 1953
- Phoberus puncticollis (Haaf, 1953)
  - = Trox puncticollis Haaf, 1953
- Phoberus pusillus (Péringuey, 1908)
  - = Trox opacus Felsche, 1909
  - = Trox pusillus Péringuey, 1908
  - = Trox pusio Kolbe, 1914
  - = Trox urbani Miksic, 1958
- Phoberus quadricostatus (Scholtz, 1980)
  - = Trox (Phoberus) elizabethae van der Merwe & Scholtz, 2005
  - = Trox (Phoberus) natalensis quadricostatus Scholtz, 1980
  - = Trox (Phoberus) natalensis schaborti Scholtz, 1980
  - = Trox (Phoberus) quadricostatus Scholtz, 1980
- Phoberus ranotsaraensis (Pittino, 2010)
  - = Madagatrox ranotsaraensis Pittino, 2010
- Phoberus rhyparoides (Harold, 1872)
  - = Trox rhyparoides Harold, 1872
  - = Trox whiteheadi Wollaston, 1877
- Phoberus rudebecki (Haaf, 1958)
  - = Trox rudebecki Haaf, 1958
- Phoberus squamiger (Roth, 1851)
  - = Trox angulatus Fahraeus, 1857
  - = Trox setulosus Kolbe, 1891
  - = Trox squamiger Roth, 1851
- Phoberus sternbergi (van der Merwe & Scholtz, 2005)
  - = Trox (Phoberus) sternbergi van der Merwe & Scholtz, 2005
- Phoberus strigosus (Haaf, 1953)
  - = Trox strigosus Haaf, 1953
- Phoberus sulcatus (Thunberg, 1787)
  - = Throx sulcatus Thunberg, 1787
  - = Trox instabilis Haaf, 1953
  - = Trox sulcatus nyansanus Kolbe, 1914
- Phoberus talpa (Fahraeus, 1857)
  - = Trox talpa Fahraeus, 1857
- Phoberus youngai (Strümpher & Scholtz, 2011)
  - = Trox (Phoberus) youngai Strümpher & Scholtz, 2011

### Synoniemen
- Phoberus armatus Raffray, 1904 => Silillicus armatus (Raffray, 1904)